# Bazylewicz
Bazylewicz – polski herb szlachecki, nadany w zaborze austriackim.

## Opis herbu
Na tarczy dwudzielnej w słup w polu prawym, złotym trzy pasy skośne w słup. W polu lewym, błękitnym, lew złoty wspięty, trzymający w prawej łapie szablę.
Klejnot: Pół lwa jak w godle, ukoronowanego.
Labry: Z prawej czarne, podbite złotem, z lewej błękitne, podbite złotem.

## Najwcześniejsze wzmianki
Nadany Ludwikowi Bazylewiczowi razem z pierwszym stopniem szlachectwa (Edler von) i przydomkiem von Haffnersburg w Galicji 9 lutego 1889 roku.

## Herbowni
Bazylewicz.